# Ragby na Letních olympijských hrách 2024 – turnaj mužů
Turnaj v sedmičkovém ragby mužů na Letních olympijských hrách 2024 se konal od 24. do 27. července 2024, 26. července se kvůli zahajovacímu ceremoniálu neodehrály žádné zápasy.

## Skupina A
Všechny časy jsou místní (UTC+2).
| Poř. | Tým                   | Z | V | R | P | ZB | OB  | +/-  | B | Výsledek    |
| ---- | --------------------- | - | - | - | - | -- | --- | ---- | - | ----------- |
| 1.   | Nový Zéland           | 3 | 3 | 0 | 0 | 71 | 29  | +42  | 9 | Čtvrtfinále |
| 2.   | Irsko                 | 3 | 2 | 0 | 1 | 62 | 24  | +38  | 7 | Čtvrtfinále |
| 3.   | Jihoafrická republika | 3 | 1 | 0 | 2 | 59 | 32  | +27  | 5 | Čtvrtfinále |
| 4.   | Japonsko              | 3 | 0 | 0 | 3 | 22 | 129 | -107 | 3 |             |

| 24. července 2024 17:30 | Irsko  | 10 : 5 | Jihoafrická republika | Stade de France, Paříž Diváci: 69 000 Rozhodčí: Gianluca Gneecchi |
| 24. července 2024 17:30 | Report |        |                       | Stade de France, Paříž Diváci: 69 000 Rozhodčí: Gianluca Gneecchi |

| 24. července 2024 18:00 | Nový Zéland | 40 : 12 | Japonsko | Stade de France, Paříž Diváci: 69 000 Rozhodčí: Tevita Rokovereni |
| 24. července 2024 18:00 | Report      |         |          | Stade de France, Paříž Diváci: 69 000 Rozhodčí: Tevita Rokovereni |

| 24. července 2024 21:00 | Irsko  | 40 : 5 | Japonsko | Stade de France, Paříž Diváci: 69 000 Rozhodčí: Morné Ferreira |
| 24. července 2024 21:00 | Report |        |          | Stade de France, Paříž Diváci: 69 000 Rozhodčí: Morné Ferreira |

| 24. července 2024 21:30 | Nový Zéland | 17 : 5 | Jihoafrická republika | Stade de France, Paříž Diváci: 69 000 Rozhodčí: Reuben Keane |
| 24. července 2024 21:30 | Report      |        |                       | Stade de France, Paříž Diváci: 69 000 Rozhodčí: Reuben Keane |

| 25. července 2024 16:00 | Jihoafrická republika | 49 : 5 | Japonsko | Stade de France, Paříž Rozhodčí: Nick Hogan |
| 25. července 2024 16:00 | Report                |        |          | Stade de France, Paříž Rozhodčí: Nick Hogan |

| 25. července 2024 16:30 | Nový Zéland | 14 : 12 | Irsko | Stade de France, Paříž Rozhodčí: Jordan Way |
| 25. července 2024 16:30 | Report      |         |       | Stade de France, Paříž Rozhodčí: Jordan Way |

## Skupina B
Všechny časy jsou místní (UTC+2).
| Poř. | Tým       | Z | V | R | P | ZB | OB | +/- | B | Výsledek    |
| ---- | --------- | - | - | - | - | -- | -- | --- | - | ----------- |
| 1.   | Austrálie | 3 | 3 | 0 | 0 | 64 | 35 | +29 | 9 | Čtvrtfinále |
| 2.   | Argentina | 3 | 2 | 0 | 1 | 73 | 46 | +27 | 7 | Čtvrtfinále |
| 3.   | Samoa     | 3 | 1 | 0 | 2 | 52 | 49 | +3  | 5 |             |
| 4.   | Keňa      | 3 | 0 | 0 | 3 | 19 | 78 | -59 | 3 |             |

| 24. července 2024 15:30 | Austrálie | 21 : 14 | Samoa | Stade de France, Paříž Diváci: 69 000 Rozhodčí: Jérémy Rozier |
| 24. července 2024 15:30 | Report    |         |       | Stade de France, Paříž Diváci: 69 000 Rozhodčí: Jérémy Rozier |

| 24. července 2024 16:00 | Argentina | 31 : 12 | Keňa | Stade de France, Paříž Diváci: 69 000 Rozhodčí: AJ Jacobs |
| 24. července 2024 16:00 | Report    |         |      | Stade de France, Paříž Diváci: 69 000 Rozhodčí: AJ Jacobs |

| 24. července 2024 19:00 | Austrálie | 21 : 7 | Keňa | Stade de France, Paříž Diváci: 69 000 Rozhodčí: Paulo Duarte |
| 24. července 2024 19:00 | Report    |        |      | Stade de France, Paříž Diváci: 69 000 Rozhodčí: Paulo Duarte |

| 24. července 2024 19:30 | Argentina | 28 : 12 | Samoa | Stade de France, Paříž Diváci: 69 000 Rozhodčí: Francisco González |
| 24. července 2024 19:30 | Report    |         |       | Stade de France, Paříž Diváci: 69 000 Rozhodčí: Francisco González |

| 25. července 2024 14:00 | Samoa  | 26 : 0 | Keňa | Stade de France, Paříž Rozhodčí: Reuben Keane |
| 25. července 2024 14:00 | Report |        |      | Stade de France, Paříž Rozhodčí: Reuben Keane |

| 25. července 2024 14:30 | Argentina | 14 : 22 | Austrálie | Stade de France, Paříž Rozhodčí: Adam Leal |
| 25. července 2024 14:30 | Report    |         |           | Stade de France, Paříž Rozhodčí: Adam Leal |

## Skupina C
Všechny časy jsou místní (UTC+2).
| Poř. | Tým     | Z | V | R | P | ZB | OB | +/- | B | Výsledek    |
| ---- | ------- | - | - | - | - | -- | -- | --- | - | ----------- |
| 1.   | Fidži   | 3 | 3 | 0 | 0 | 97 | 36 | +61 | 9 | Čtvrtfinále |
| 2.   | Francie | 3 | 1 | 1 | 1 | 43 | 43 | 0   | 6 | Čtvrtfinále |
| 3.   | USA     | 3 | 1 | 1 | 1 | 57 | 67 | -10 | 6 | Čtvrtfinále |
| 4.   | Uruguay | 3 | 0 | 0 | 3 | 41 | 92 | -51 | 3 |             |

| 24. července 2024 16:30 | Francie | 12 : 12 | USA | Stade de France, Paříž Diváci: 69 000 Rozhodčí: Adam Leal |
| 24. července 2024 16:30 | Report  |         |     | Stade de France, Paříž Diváci: 69 000 Rozhodčí: Adam Leal |

| 24. července 2024 17:00 | Fidži  | 40 : 12 | Uruguay | Stade de France, Paříž Diváci: 69 000 Rozhodčí: Ben Breakspear |
| 24. července 2024 17:00 | Report |         |         | Stade de France, Paříž Diváci: 69 000 Rozhodčí: Ben Breakspear |

| 24. července 2024 20:00 | Francie | 19 : 12 | Uruguay | Stade de France, Paříž Diváci: 69 000 Rozhodčí: Nick Hogan |
| 24. července 2024 20:00 | Report  |         |         | Stade de France, Paříž Diváci: 69 000 Rozhodčí: Nick Hogan |

| 24. července 2024 20:30 | Fidži  | 38 : 12 | USA | Stade de France, Paříž Diváci: 69 000 Rozhodčí: Jordan Way |
| 24. července 2024 20:30 | Report |         |     | Stade de France, Paříž Diváci: 69 000 Rozhodčí: Jordan Way |

| 25. července 2024 15:00 | USA    | 33 : 17 | Uruguay | Stade de France, Paříž Rozhodčí: Jérémy Rozier |
| 25. července 2024 15:00 | Report |         |         | Stade de France, Paříž Rozhodčí: Jérémy Rozier |

| 25. července 2024 15:30 | Fidži  | 19 : 12 | Francie | Stade de France, Paříž Rozhodčí: AJ Jacobs |
| 25. července 2024 15:30 | Report |         |         | Stade de France, Paříž Rozhodčí: AJ Jacobs |

## O umístění
Všechny časy jsou místní (UTC+2).

### O 9.–12. místo
| 25. července 2024 20:00 | Samoa  | 42 : 7 | Japonsko | Stade de France, Paříž Diváci: 70 000 Rozhodčí: Gianluca Gnecchi |
| 25. července 2024 20:00 | Report |        |          | Stade de France, Paříž Diváci: 70 000 Rozhodčí: Gianluca Gnecchi |

| 25. července 2024 20:30 | Uruguay | 14 : 19 | Keňa | Stade de France, Paříž Diváci: 70 000 Rozhodčí: Paulo Duarte |
| 25. července 2024 20:30 | Report  |         |      | Stade de France, Paříž Diváci: 70 000 Rozhodčí: Paulo Duarte |

### O 11. místo
| 27. července 2024 16:30 | Japonsko | 10 : 21 | Uruguay | Stade de France, Paříž Rozhodčí: Morné Ferreira |
| 27. července 2024 16:30 | Report   |         |         | Stade de France, Paříž Rozhodčí: Morné Ferreira |

### O 9. místo
| 27. července 2024 17:00 | Samoa  | 5 : 10 | Keňa | Stade de France, Paříž Rozhodčí: Tevita Rokovereni |
| 27. července 2024 17:00 | Report |        |      | Stade de France, Paříž Rozhodčí: Tevita Rokovereni |

### O 5.–8. místo
| 27. července 2024 14:30 | Nový Zéland | 17 : 12 | Argentina | Stade de France, Paříž Rozhodčí: Ben Breakspear |
| 27. července 2024 14:30 | Report      |         |           | Stade de France, Paříž Rozhodčí: Ben Breakspear |

| 27. července 2024 15:00 | Irsko  | 17 : 14 | USA | Stade de France, Paříž Rozhodčí: Fransisco Gonzalez |
| 27. července 2024 15:00 | Report |         |     | Stade de France, Paříž Rozhodčí: Fransisco Gonzalez |

### O 7. místo
| 27. července 2024 18:00 | Argentina | 19 : 0 | USA | Stade de France, Paříž |
| 27. července 2024 18:00 | Report    |        |     | Stade de France, Paříž |

### O 5. místo
| 27. července 2024 18:30 | Nový Zéland | 17 : 7 | Irsko | Stade de France, Paříž Rozhodčí: Gianluca Gnecchi |
| 27. července 2024 18:30 | Report      |        |       | Stade de France, Paříž Rozhodčí: Gianluca Gnecchi |

## Vyřazovací část

### Pavouk
|  | Čtvrtfinále           | Čtvrtfinále          |                       |           | Semifinále            | Semifinále  |  |  | Finále               | Finále |
|  |                       |                      |                       |           |                       |             |  |  |                      |        |
|  | 25. července – Paříž  |                      |                       |           |                       |             |  |  |                      |        |
|  |                       |                      |                       |           |                       |             |  |  |                      |        |
|  | Nový Zéland           | 7                    |                       |           |                       |             |  |  |                      |        |
|  | Nový Zéland           | 7                    | 27. července – Paříž  |           |                       |             |  |  |                      |        |
|  | Jihoafrická republika | 14                   |                       |           |                       |             |  |  |                      |        |
|  | Jihoafrická republika | 14                   | Jihoafrická republika | 5         |                       |             |  |  |                      |        |
|  | 25. července – Paříž  |                      | Jihoafrická republika | 5         |                       |             |  |  |                      |        |
|  |                       | Francie              | 19                    |           |                       |             |  |  |                      |        |
|  | Argentina             | Francie              | 19                    | 14        |                       |             |  |  |                      |        |
|  | Argentina             |                      | 27. července – Paříž  | 14        |                       |             |  |  |                      |        |
|  | Francie               | 26                   |                       |           |                       |             |  |  |                      |        |
|  | Francie               | 26                   | Francie               | 28        |                       |             |  |  |                      |        |
|  | 25. července – Paříž  |                      | Francie               | 28        |                       |             |  |  |                      |        |
|  |                       | Fidži                | 7                     |           |                       |             |  |  |                      |        |
|  | Fidži                 | Fidži                | 7                     | 19        |                       |             |  |  |                      |        |
|  | Fidži                 | 27. července – Paříž |                       | 19        |                       |             |  |  |                      |        |
|  | Irsko                 | 15                   |                       |           |                       |             |  |  |                      |        |
|  | Irsko                 | 15                   | Fidži                 | 31        | Třetí místo           | Třetí místo |  |  |                      |        |
|  | 25. července – Paříž  |                      | Fidži                 | 31        | Třetí místo           | Třetí místo |  |  |                      |        |
|  |                       | Austrálie            | 7                     |           |                       |             |  |  |                      |        |
|  | Austrálie             | Austrálie            | 7                     | 18        | Jihoafrická republika | 26          |  |  |                      |        |
|  | Austrálie             |                      |                       | 18        | Jihoafrická republika | 26          |  |  |                      |        |
|  | USA                   | 0                    |                       | Austrálie | 19                    |             |  |  |                      |        |
|  | USA                   | 0                    |                       |           | 19                    |             |  |  |                      |        |
|  |                       |                      |                       |           |                       |             |  |  | 27. července – Paříž |        |
|  |                       |                      |                       |           |                       |             |  |  |                      |        |

### Čtvrtfinále
| 25. července 2024 21:00 | Nový Zéland | 7 : 14 | Jihoafrická republika | Stade de France, Paříž Rozhodčí: Adam Leal |
| 25. července 2024 21:00 | Report      |        |                       | Stade de France, Paříž Rozhodčí: Adam Leal |

| 25. července 2024 21:30 | Argentina | 14 : 26 | Francie | Stade de France, Paříž Rozhodčí: Jordan Way |
| 25. července 2024 21:30 | Report    |         |         | Stade de France, Paříž Rozhodčí: Jordan Way |

| 25. července 2024 22:00 | Fidži  | 19 : 15 | Irsko | Stade de France, Paříž Rozhodčí: Nick Hogan |
| 25. července 2024 22:00 | Report |         |       | Stade de France, Paříž Rozhodčí: Nick Hogan |

| 25. července 2024 22:30 | Austrálie | 18 : 0 | USA | Stade de France, Paříž Rozhodčí: Jérémy Rozier |
| 25. července 2024 22:30 | Report    |        |     | Stade de France, Paříž Rozhodčí: Jérémy Rozier |

### Semifinále
| 27. července 2024 15:30 | Jihoafrická republika | 5 : 19 | Francie | Stade de France, Paříž Rozhodčí: Rueben Keane |
| 27. července 2024 15:30 | Report                |        |         | Stade de France, Paříž Rozhodčí: Rueben Keane |

| 27. července 2024 16:00 | Fidži  | 31 : 7 | Austrálie | Stade de France, Paříž Rozhodčí: AJ Jacobs |
| 27. července 2024 16:00 | Report |        |           | Stade de France, Paříž Rozhodčí: AJ Jacobs |

### O 3. místo
| 27. července 2024 19:00 | Jihoafrická republika | 26 : 19 | Austrálie | Stade de France, Paříž Rozhodčí: Jérémy Rozier |
| 27. července 2024 19:00 | Report                |         |           | Stade de France, Paříž Rozhodčí: Jérémy Rozier |

### Finále
| 27. července 2024 19:45 | Francie | 28 : 7 | Fidži | Stade de France, Paříž Rozhodčí: Jordan Way |
| 27. července 2024 19:45 | Report  |        |       | Stade de France, Paříž Rozhodčí: Jordan Way |

## Konečné pořadí
| Poř.                        | tým                   |
| --------------------------- | --------------------- |
| Zlatá olympijská medaile    | Francie               |
| Stříbrná olympijská medaile | Fidži                 |
| Bronzová olympijská medaile | Jihoafrická republika |
| 4.                          | Austrálie             |
| 5.                          | Nový Zéland           |
| 6.                          | Irsko                 |
| 7.                          | Argentina             |
| 8.                          | USA                   |
| 9.                          | Keňa                  |
| 10.                         | Samoa                 |
| 11.                         | Uruguay               |
| 12.                         | Japonsko              |